# Introducción del bicondicional
La introducción del bicondicional es una regla de inferencia válida en lógica proposicional. Permite inferir un bicondicional a partir de dos sentencias condicionales. En otras palabras, esta regla permite introducir un enunciado bicondicional en una prueba lógica. Si {\displaystyle P\to Q} es verdad, y si {\displaystyle Q\to P} es verdad, entonces se puede inferir que {\displaystyle P\leftrightarrow Q} es verdad. La introducción del bicondicional es la conversión de la eliminación del bicondicional. 
Por ejemplo, de las declaraciones "si estoy respirando, entonces yo estoy vivo" y "si estoy vivo, entonces estoy respirando", se puede inferir que "estoy respirando si y sólo si estoy vivo". 
La introducción del bicondicional puede escribirse formalmente como:
{\displaystyle {\begin{array}{cl}&P\to Q\\&Q\to P\\\hline \therefore &P\leftrightarrow Q\\\end{array}}}
donde la regla es que siempre que las instancias de "{\displaystyle P\to Q}" y "{\displaystyle Q\to P}" aparecen en las líneas de una prueba, "{\displaystyle P\leftrightarrow Q}" puede ser colocado válidamente en una línea posterior.

## Notación formal
La regla de introducción del bicondicional puede escribirse en la notación subsiguiente:
{\displaystyle (P\to Q),(Q\to P)\vdash (P\leftrightarrow Q)}
donde {\displaystyle \vdash } es un símbolo metalógico lo que significa que {\displaystyle P\leftrightarrow Q} es una consecuencia sintáctica cuando {\displaystyle P\to Q} y {\displaystyle Q\to P} están ambos en una prueba;
o como la afirmación de una verdadera tautología funcional o teorema de la lógica proposicional:
{\displaystyle ((P\to Q)\land (Q\to P))\to (P\leftrightarrow Q)}
donde {\displaystyle P}, y {\displaystyle Q} son proposiciones expresadas en algún sistema formal.